# Evgenij Babič
Evgenij Makarovič Babič (in russo Евге́ний Мака́рович Ба́бич?; Mosca, 7 gennaio 1921 – Mosca, 11 giugno 1972) è stato un hockeista su ghiaccio e calciatore sovietico.
Si è suicidato all'età di 51 anni.

## Palmarès

### Giocatore

#### Club

##### Competizioni nazionali
- Campionato sovietico: 8

CDKA Mosca: 1947-1948, 1948-1949, 1949-1950, 1954-1955, 1955-1956
VVS MVO: 1950-1951, 1951-1952, 1952-1953
- Coppa sovietica: 3

1954, 1955, 1956

#### Nazionale

##### Olimpiadi invernali
Cortina d'Ampezzo 1956

##### Mondiali di hockey
Stoccolma 1954
 Germania Ovest 1955
 Mosca 1957